# Llista de carreteres de Catalunya
Les carreteres de Catalunya s'agrupen d'acord amb la titularitat i nivell o categoria de la via. Pel que fa al primer criteri, són titularitat de l'Estat espanyol algunes autopistes, autovies i carreteres que pertanyen a una xarxa viària més transversal, sigui espanyola o europea, i també algunes carreteres que, tot i ser locals, l'estat manté la titularitat de certs trams encara no transferits. La resta de la xarxa és propietat de la Generalitat de Catalunya tot i que la gestió i manteniment pot estar a càrrec de les diputacions provincials i, en algunes autopistes i autovies, la gestió correspon a una empresa en règim de concessió de peatge o pagament per ús assumit per la Generalitat.
La codificació i color de la senyalització reflecteix la seva categoria, i està regulada per la "Llei de carreteres, de 25 d'agost de 2009" i el "Reglament general de carreteres, de 18 de novembre de 2003.

## Carreteres titularitat de l'Estat

### Autopistes i autovies d'Interès General
- A-2 Madrid-Barcelona-La Jonquera (Autovia del Nord-est)
- A-14 Lleida-Sopeira
- A-22 Lleida-Osca
- A-26 Llançà-Olot
- A-27 Tarragona-Lleida
- A-7 Algesires-Barcelona (Autovia de la Mediterrània)
- AP-2 Saragossa-El Vendrell / El Papiol-Molins de Rei (Autopista del Nord-est)
- AP-7 La Jonquera-Algesires (Autopista de la Mediterrània)

### Autopistes i autovies d'Interès Local
- B-10 Ronda Litoral de Barcelona (Tram Port de Barcelona-Nus del Llobregat)
- B-20 Ronda de Dalt de Barcelona (Trams Sant Boi-Nus del Llobregat i Nus de la Trinitat-Montgat
- B-22 Accés Aeroport T1
- B-23 Molins de Rei-Barcelona (Avinguda Diagonal)
- B-24 Vallirana-Molins de Rei
- B-30 Sant Cugat del Vallès-Barberà del Vallès (Calçades laterals de l'AP-7)
- B-40
- LL-11 Accés Est a Lleida
- LL-12 Accés Sud a Lleida
- T-11 Tarragona-Reus

### Carreteres de la Xarxa d'Interès General
- N-II (Madrid)-Montgat-Mataró-Tordera-Girona-Figueres-La Jonquera
- N-141 Bossòst-Portilló de Bossòst
- N-145 La Seu d'Urgell-Andorra
- N-152 Puigcerdà-La Guingueta d'Ix
- N-154 Puigcerdà-Llívia
- N-156 Accés a l'Aeroport de Girona - Costa Brava
- N-230 Lleida-Alfarràs-Benavarri-El Pont de Suert-Vielha-Canejan
- N-235 Accés a l'Aldea des de l'AP-7. És completament recta i va del km 11 al km 13, fins l'enllaç amb la N-340a.
- N-240 Tarragona-Valls-Montblanc-Les Borges Blanques-Lleida-(Bilbao)
- N-260 Portbou-Figueres-Olot-Ripoll-Puigcerdà-La Seu d'Urgell-Sort-La Pobla de Segur-El Pont de Suert-(Sabiñánigo)
- N-340 (Algesires)-Alcanar-Amposta-Tarragona-El Vendrell-Vilafranca del Penedès-Molins de Rei-Barcelona
- N-420 (Montoro)-Gandesa-Móra d'Ebre-Falset-Reus

### Carreteres d'Interès Local
- E-22 Accés a Sidamon des de l'Autovia del Nord-est No arriba a un quilòmetre. La carretera comença a la N-II, al punt quilomètric 479. Al final de la carretera, hi ha una bifurcació entre l'enllaç direcció Lleida i l'enllaç direcció Barcelona, encara que els dos porten a la carretera A-2.
- E-23 Accés a Mollerussa des de l'Autovia del Nord-est. Té 1 quilòmetre. Comença a la N-II. La carretera acaba a una rotonda des de la qual es pot accedir a l'A-2 i a Mollerussa
- E-24 Carretera de La Caparrella (Lleida)
- E-25 Connexió de l'Autovia del Nord-est amb la N-II a Els Alamús
- N-156 Accés a l'Aeroport de Girona
- N-235 Accés a l'Aldea des de l'AP-7
- N-240a Trams antics de la N-240
- N-241 Accés al Port de Tarragona
- N-260a Trams antics de la N-260
- N-340a Trams antics de la N-340

## Carreteres titularitat de la Generalitat de Catalunya

### Xarxa bàsica
- C-12 Amposta-Tortosa-Móra la Nova-Lleida-Balaguer-La Pasarel·la (Vilanova de Meià) (Eix Occidental)
- C-12B Les Camposines (La Fatarella)-Ascó
- C-13 Lleida-Balaguer-Tremp-La Pobla de Segur-Sort-Esterri d'Àneu (Eix del Pallars)
- C-14 Salou-Reus-Montblanc-Tàrrega-Guissona-Ponts-Adrall (Ribera d'Urgellet) (Eix Tarragona-Andorra)

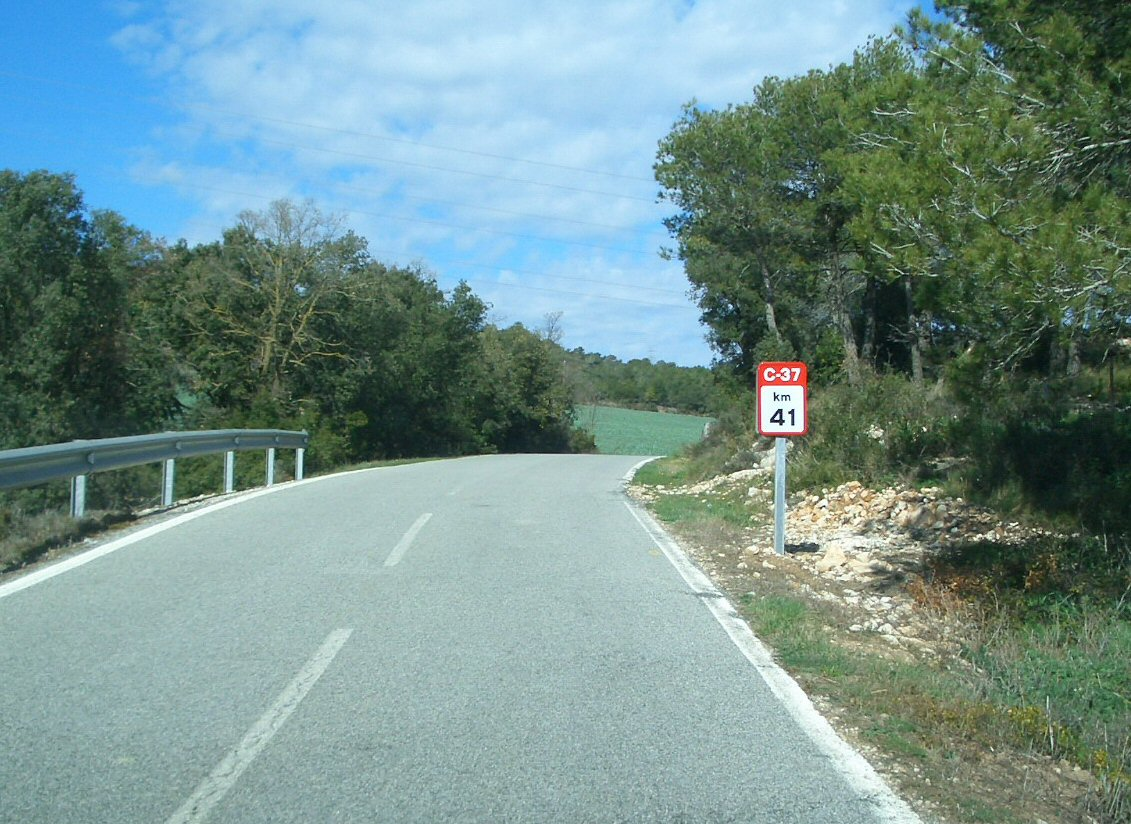
La carretera C-37, entre Querol i Esblada

- C-15 Vilanova i la Geltrú-Vilafranca del Penedès-Igualada (Eix Garraf-Anoia)
- C-15B Sitges-Canyelles (C-15)
- C-16 Barcelona-Sant Cugat-Terrassa-Manresa-Berga-Puigcerdà (Eix del Llobregat)
- C-16C Accés Nord a Manresa
- C-17 Barcelona-L'Ametlla del Vallès-Vic-Ripoll (Eix del Congost)
- C-25 Cervera-Calaf-Manresa-Vic-Santa Coloma de Farners-Cassà de la Selva (Eix Transversal)
- C-25D Accés Oest a Vic
- C-26 Alfarràs-Balaguer-Ponts-Solsona-Berga-Ripoll-Sant Joan les Fonts-Figueres-Roses (Eix Pre-Pirinenc)
- C-28 Vielha-Esterri d'Àneu. Amb una longitud de 67,1 km, comença a la frontera francesa a Canejan, passa per Viella i finalitza a Esterri d'Àneu, on enllaça amb la C-13. Es tracta d'una carretera convencional de calçada única. El seu primer tram, de Canejan a Viella (23,5 km) forma part de la carretera estatal N-230.
- C-31 El Vendrell-Vilanova i la Geltrú-Castelldefels-Barcelona-Montgat-Santa Cristina d'Aro-Palafrugell-Figueres (Eix Costaner)
- C-31B Salou-Tarragona
- C-31C Sant Boi de Llobregat-El Prat de Llobregat
- C-31D Accés Sud a Mataró
- C-31E Accés Nord a Mataró
- C-32 El Vendrell-Vilanova i la Geltrú-Sant Boi de Llobregat-Barcelona-Mataró-Tordera (Corredor del Mediterrani)
- C-32B Accés a l'Aeroport del Prat
- C-33 Barcelona-Montmeló
- C-35 Parets del Vallès-Granollers-Sant Celoni-Maçanet-Llagostera
- C-37 Alcover-Valls-El Pla de Santa Maria-Igualada-Manresa-Les Masies de Voltregà-La Vall d'en Bas
- C-38 Sant Joan de les Abadesses-Molló. Amb una longitud de 27,8 quilòmetres s'inicia a la carretera N-260, en el km 102,6 (dins del terme municipal de Sant Joan de les Abadesses) i acaba al Coll d'Ares, en el límit comarcal entre el Ripollès i el Vallespir, on continua com a carretera D-115. La via és en tot moment una carretera convencional d'un sol carril per sentit i creua en tota la seva extensió els municipis de Sant Pau de Segúries, Camprodon i Molló seguint en tot moment una direcció sud-oest-nord-est. Malgrat la seva llargada modesta es considera una carretera vital per a les comunicacions de la Vall de Camprodon, de la mateixa forma que la seva connexió amb el Vallespir a través del Coll d'Ares la fa una via important per a les comunicacions transpirinenques.
- C-41 Amposta-Deltebre
- C-42 L'Aldea-Tortosa
- C-43 Benifallet-Gandesa
- C-44 L'Hospitalet de l'Infant-Móra la Nova
- C-45 Maials-Seròs
- C-462 Bellver de Cerdanya-Baltarga
- C-51 El Vendrell-Valls
- C-52 Vallbona d'Anoia-Piera-Martorell
- C-53 Vilagrassa-Vallfogona de Balaguer
- C-54 Piera

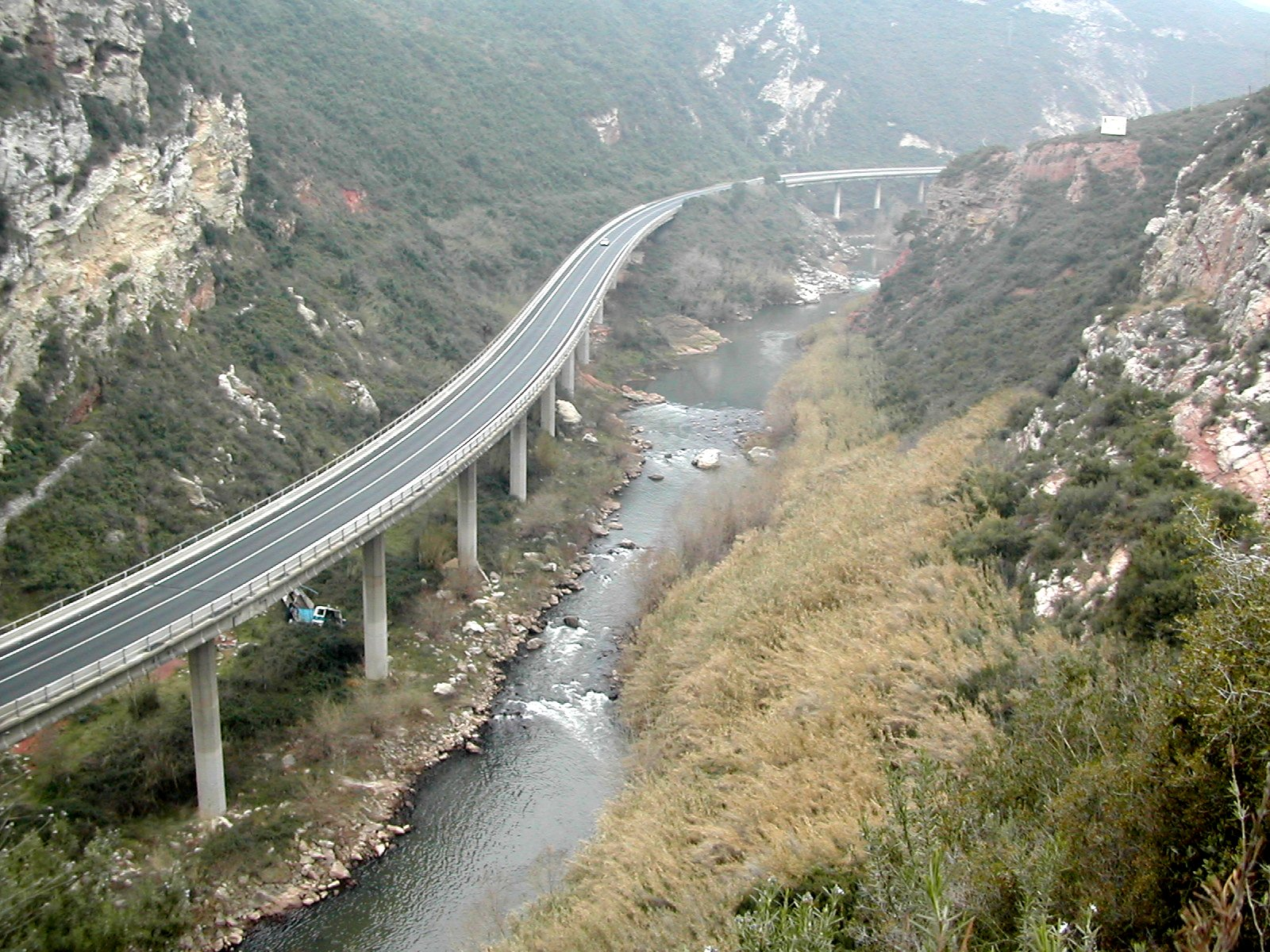
La C-55 al seu pas per Olesa de Montserrat

- C-55 Abrera-Manresa-Cardona-Solsona
- C-58 Barcelona-Sabadell-Terrassa-Castellbell i el Vilar. La C-58C o Ronda Oest de Sabadell és una via ràpida desdoblada que voreja aquesta ciutat per l'oest, i comunica l'autopista C-58 amb la carretera BV-1248. Aquesta via transcorre íntregrament pel terme municipal de Sabadell, i ha estat finançada i construïda per la Generalitat de Catalunya.[2][3]
- C-59 Santa Perpètua de Mogoda-Santa Maria d'Oló
- C-60 Argentona-La Roca del Vallès
- C-61 Arenys de Mar-Sant Celoni
- C-62 Vic-Prats de Lluçanès-Gironella. Uneix l'autovia C-25 amb la C-16 passant per Osona i el Berguedà. El seu inici és a l'enllaç amb la C-25, passa per la població d'Olost, Prats de Lluçanès, Olvan on connecta amb la C-16 a prop de Berga. Disposa d'un carril per sentit amb trams de doble carril per un dels sentits. El 2016 hi va bolcar un camió de bombers.[4]
- C-63 Lloret de Mar-Santa Coloma de Farners-La Vall d'en Bas (Eix Selva-Garrotxa)
- C-65 Sant Feliu de Guíxols-Llagostera-Girona
- C-66 Palafrugell-La Bisbal d'Empordà-Sarrià de Ter-Banyoles-Besalú
- C-73 Les Borges Blanques-Mollerussa-Bellcaire d'Urgell
- C-74 Tàrrega-Agramunt-Artesa de Segre-Isona-Tremp
- C-75 Cervera-Guissona-Biosca-Solsona

### Xarxa comarcal
- C-142z
- C-147
- C-147b
- C-147z
- C-148a
- C-149
- C-149a
- C-149b
- C-149z
- C-150a
- C-150z
- C-151a
- C-152
- C-152a
- C-153a
- C-154a
- C-155
- C-155a
- C-162
- C-221
- C-230a
- C-233
- C-234
- C-237z
- C-240a
- C-240z
- C-241c
- C-241d
- C-241e
- C-241z
- C-242
- C-242a
- C-243a
- C-244z
- C-250
- C-250z
- C-251
- C-252
- C-253
- C-253a
- C-255
- C-255z
- C-256
- C-260
- C-451
- C-451B
- C-563
- C-1311
- C-1412a
- C-1412b
- C-1412bz
- C-1412z
- C-1413z
- C-1414
- C-1415bant

### Xarxa Local Primària

#### Barcelona (B-xx i B-xxx)
- B-40 Quart Cinturó de Barcelona
- B-100 De la Panadella a Sant Guim de Freixenet
- B-102 De la N-141a a Pujalt
- B-111
- B-120
- B-124 De Sabadell a Prats de Lluçanès
- B-140
- B-140a
- B-141
- B-143
- B-201
- B-202z
- B-203
- B-204
- B-210
- B-212
- B-220
- B-221
- B-221a
- B-222
- B-223
- B-224
- B-224a
- B-225
- B-245
- B-250
- B-250a
- B-300
- B-400
- B-402
- B-420
- B-422
- B-430
- B-451
- B-500 De Badalona a Mollet del Vallès
- B-511
- B-511z
- B-520
- B-521
- B-523
- B-530
- B-682

#### Girona (GI-xxx)
- GI-400
- GI-401
- GI-402
- GI-500
- GI-501
- GI-502
- GI-503
- GI-504
- GI-505
- GI-510
- GI-510z
- GI-511
- GI-511z
- GI-512
- GI-513
- GI-514
- GI-514z
- GI-520
- GI-521
- GI-522
- GI-523
- GI-524
- GI-530
- GI-531
- GI-532
- GI-533
- GI-534
- GI-535
- GI-540
- GI-541
- GI-541z
- GI-542
- GI-543
- GI-544
- GI-550
- GI-551
- GI-552
- GI-553
- GI-554
- GI-555
- GI-562
- GI-600
- GI-601
- GI-602
- GI-603
- GI-604
- GI-610
- GI-611
- GI-612
- GI-613
- GI-614
- GI-620
- GI-622
- GI-623
- GI-623a
- GI-624
- GI-630
- GI-631
- GI-632
- GI-633
- GI-634
- GI-641
- GI-642
- GI-643
- GI-644
- GI-650
- GI-650a
- GI-651
- GI-652
- GI-652a
- GI-653
- GI-654
- GI-660
- GI-661
- GI-662
- GI-663
- GI-664
- GI-665
- GI-666
- GI-667
- GI-671
- GI-673
- GI-674
- GI-680
- GI-680a
- GI-681
- GI-682

#### Lleida (L-xxx)
- L-200: de Mollerussa a la C-233, a les Borges Blanques
- L-201: del coll de la Portella a Arbeca
- L-203: de la N-II, a Ribera d'Ondara, a Rubinat
- L-214: de Cervera a la T-243, a Cabestany
- L-220: de la L-201, a Maldà, a la T-232, als Omells de na Gaia
- L-232: de la L-201, a Maldà, a la T-232, a Senan
- L-234: de la C-14, a Ciutadilla, a la T-234, a Guimerà/Passanant i Belltall
- L-241: de la C-14, a Ciutadilla, a la T-234, a Guimerà/Vallfogona de Riucorb
- L-243: de Cabestany a la T-243, a Montoliu de Segarra
- L-303: de Cervera a Agramunt
- L-304: de la L-303, als Plans de Sió, a la L-310, als Plans de Sió
- L-310: de Tàrrega a Guissona
- L-311: de Cervera a Guissona
- L-311b: variant urbana a Cervera de la L-311
- L-311z: de la L-311, a Tarroja de Segarra, a la L-313, a Guarda-si-venes
- L-312: de Tarroja de Segarra al Llor
- L-313: de Cervera a la C-1412a, a Oliola
- L-313z: de Guissona a la L-313, a Guissona
- L-314: de Sanaüja a la L-313z, a Guissona
- L-324: de Sant Ramon a Concabella
- L-401: de la C-14, a Pont d'Espia, a la LV-4241 a Coll de Jou
- L-500: del Pont de Suert a Caldes de Boí
- L-501: de la L-500, a la Vall de Boí, a Boí
- L-503: de Senterada a Cabdella
- L-504: de Llavorsí a Tavascan
- L-510: de la L-504, a Tírvia, a la Força d'Àreu
- L-511: d'Isona a Coll de Nargó
- L-512: d'Artesa de Segre a Folquer
- L-521: de la N-260, a Sarroca de Bellera, a la N-260, a Sarroca de Bellera
- L-522: de la N-260, a Conca de Dalt, a la Pobla de Segur
- L-700: de la C-12, a Alfés, al Soleràs (discontínua)
- L-701: del Soleràs a la C-242, a Juncosa
- L-702: de la C-13, a Lleida, a Castelldans
- L-800: d'Alcarràs al Pla d'Avall (Vallmanya
- L-902: d'Almacelles a l'A-2219, a Almenar
- L-903: de la C-26, a Alfarràs, a Ivars de Noguera
- L-910: d'Os de Balaguer a la C-12, a Os de Balaguer
- L-911: de la C-1412b, al Coll de Comiols a Sant Salvador de Toló
- L-912: de Sant Salvador de Toló a la C-1412b, a Tremp
- L-913: de Vilanova de Meià al terme de Gavet de la Conca

#### Tarragona (T-xxx)
- T-200
- T-201
- T-202
- T-203
- T-204
- T-204z
- T-210
- T-211
- T-214
- T-221
- T-222
- T-223
- T-224
- T-230
- T-231
- T-232
- T-233
- T-234
- T-240
- T-241
- T-242
- T-243
- T-244
- T-300
- T-300z
- T-301
- T-302
- T-303
- T-304
- T-310
- T-310z
- T-311
- T-312
- T-313
- T-314
- T-315
- T-315z
- T-318
- T-319
- T-320
- T-321
- T-322
- T-323
- T-324
- T-325
- T-330
- T-331
- T-331z
- T-332
- T-333
- T-334
- T-340
- T-341
- T-342
- T-342z
- T-343
- T-344
- T-350
- T-351
- T-352
- T-353
- T-354
- T-360
- T-361
- T-362
- T-363
- T-700
- T-701
- T-702
- T-703
- T-704
- T-710
- T-710z
- T-711
- T-712
- T-713
- T-714
- T-714a
- T-714z
- T-720
- T-721
- T-722
- T-723
- T-724
- T-730
- T-731
- T-732
- T-733
- T-733a
- T-734
- T-740
- T-741
- T-741a
- T-741z
- T-742
- T-743
- T-750
- T-751

## Carreteres titularitat de les Diputacions Provincials

### Barcelona

#### B-xxx
- B-101 Branc de l'estació de Sant Guim de Freixenet
- B-102 Carretera Veïnal de la N-141a a Pujalt
- B-110 Connexió del Coll del Bruc a Can Maçana. La seva gestió depèn de la Diputació de Barcelona.[5]
- B-112 Connexió Autovia del Nord-est/C-55, per Collbató
- B-113 Carretera Veïnal de la C-1411 a La Puda
- B-121 Carretera Veïnal de l'Estació d'Olesa de Montserrat a la B-120
- B-122 De Terrassa a Castellbell i el Vilar
- B-142 De Santa Perpètua de Mogoda a Sentmenat
- B-150 Carretera Veïnal de la C-1413 a Castellbisbal
- B-151 Carretera Veïnal de Castellbisbal a la C-243c
- B-211 De Sant Pere de Ribes a Sitges. Té l'origen en el nus d'enllaç amb l'autovia C-32, al sud-est de Sant Pere de Ribes, al nord-oest de Vallpineda, des d'on arrenca cap al sud-est, passa per la Creu de Ribes, i arriba a l'extrem nord de Sitges.[6]
- B-224z De Masquefa a Sant Esteve Sesrovires
- B-231 D'Esparreguera a Piera
- B-401 Accés a Vallcebre
- B-421 Carretera Veïnal de la B-420 a Montmajor
- B-423 Carretera Veïnal de Súria a l'Espunyola
- B-431 De Calders a Prats de Lluçanès
- B-432 D'Olost a Prats de Lluçanès
- B-433 De la C-154 a Sant Feliu Sasserra, per Oristà
- B-461 Accés a Orís
- B-502 De Vilassar de Mar a Argentona
- B-510 D'Argentona a Llinars del Vallès
- B-522 De Vic a l'Esquirol
- B-603 Accés a Sant Pol de Mar des de la N-II

#### BP-xxxx
- BP-1101 Carretera del Bruc a Manresa (entroncament amb la C-241)
- BP-1103
- BP-1121 Carretera de l'estació de Monistrol de Montserrat al Monestir de Montserrat
- BP-1241 Carretera de Sant Llorenç Savall a Llinars del Vallès
- BP-1413 Carretera de la de Montcada a Terrassa a Sant Cugat del Vallès, per Cerdanyola del Vallès
- BP-1417 Carretera de Gràcia a Manresa
- BP-1432 Carretera de Sant Llorenç Savall a Llinars del Vallès
- BP-1438 Branc a L'Ametlla del Vallès
- BP-1503 Carretera de Sant Cugat del Vallès a Terrassa
- BP-1503ant
- BP-1503var
- BP-2121 Carretera de Vilafranca del Penedès al límit de la província, en direcció a Aguiló
- BP-2126 Carretera de la de Vilafranca del Penedès a Aguiló a la d'Igualada a Sitges, per Font-rubí
- BP-2151 Carretera de Sant Boi de Llobregat a la Llacuna
- BP-2427 Carretera de Subirats a Sant Sadurní d'Anoia
- BP-4313 Carretera de Moià a Calaf, per Súria
- BP-4653 Carretera de Prats de Lluçanès a Sant Quirze de Besora
- BP-4654 Carretera de Montesquiu al límit amb Lleida per Berga
- BP-5002 Carretera del Masnou a Granollers
- BP-5107 Carretera de Sant Llorenç Savall a Llinars del Vallès
- BP-5109 Branc a Sant Pere de Vilamajor de la carretera de Sant Llorenç Savall a Llinars del Vallès

#### BV-1xxx
- BV-1001 C.V.de Calaf a l'estació de Sant Guim de Freixenet
- BV-1004 Branc a Veciana
- BV-1005 C.V.de Veciana a Copons
- BV-1006 Branc a Segur
- BV-1007 C.V.de l'Astor (Pujalt) al de Sant Martí de Sesgueioles a l'estació de Sant Guim de Freixenet
- BV-1031 C.V.de Perafita a Els Prats de Rei i C.V. de Perafita a Igualada
- BV-1033 Branc a Sant Pere Sallavinera
- BV-1037 C.V.de Rubió a la Carretera de Folques a Jorba
- BV-1038 C.V.d'Igualada a l'Espelt
- BV-1081 C.V.de Castellfollit del Boix a Maians
- BV-1104 Pont del Bruc
- BV-1106 C.V.d'Òdena a la carretera de Madrid a França
- BV-1122 C.V.de Castellgalí per Sant Cristòfol a la carretera de Monistrol de Montserrat a Montserrat
- BV-1123 C.V.de la carretera d'Esparreguera a Manresa a la del Bruc a Manresa, per Marganell
- BV-1201 C.V.d'Olesa de Montserrat a Martorell
- BV-1202 C.V.d'Ullastrell al d'Olesa de Montserrat a Martorell
- BV-1203 C.V.d'Ullastrell a la carretera de Sant Sadurní d'Anoia a Sentmenat
- BV-1211 C.V.de Vacarisses a l'estació d'Olesa de Montserrat
- BV-1212 C.V.de Vacarisses a la carretera d'Esparreguera a Manresa
- BV-1221 C.V.de Terrassa a la carretera de Basella a Manresa
- BV-1223 Branc a Mura de la C.V. de Terrassa a Talamanca
- BV-1224 C.V.de Rocafort al Pont de Vilomara
- BV-1225 C.V.de Manresa al Pont de Vilomara
- BV-1225a Baixada vella a l'abocador de Manresa
- BV-1225b Branc al Raval de Manresa
- BV-1229 C.V.de Mura per Rocafort, el Pont de Vilomara i Sant Vicenç de Castellet a la ctra. d'Esparreguera a Manresa
- BV-1243 C.V.de Caldes de Montbui a Sant Sebastià de Montmajor
- BV-1245 C.V.de Castellterçol a Granera
- BV-1248 C.V.de Sabadell (la Creu Alta) a Matadepera
- BV-1249 C.V.de Sant Feliu del Racó a la carretera de Sabadell a Prats de Lluçanès
- BV-1273 C.V.de l'Estació de Monistrol a la carretera de Terrassa a Monistrol
- BV-1274 Branc al Sanatori de Terrassa del C.V. de Terrassa a Talamanca
- BV-1275 Branc a Matadepera del C.V. de Terrassa a Talamanca
- BV-1310 C.V.de Castellterçol per Castellcir a la carretera de Manresa a Vic, tram 1
- BV-1341 C.V.de la carretera de Sant Feliu de Codines a Centelles a la de Mollet a Moià, per Sant Quirze Safaja
- BV-1411 C.V.de Cerdanyola del Vallès a Montcada, per Ripollet
- BV-1414 C.V.de Sabadell a la carretera de la de Montcada a Terrassa a Sant Cugat del Vallès, per Cerdanyola del Vallès
- BV-1415 C.V.de Cerdanyola del Vallès a la carretera de Cornellà a Fogars de Tordera (a Horta). per Valldaura.
- BV-1416 Pont sobre el riu Ripoll, a Montcada
- BV-1418 C.V.de la Plaça de l'Agregació de Vallvidrera a la carretera de Gràcia a Manresa
- BV-1421 C.V.de Polinyà a la carretera de Sabadell a Granollers
- BV-1423 C.V.de la carretera de Molins de Rei a Caldes de Montbui a la Granja Agrícola Torre Marimon
- BV-1424 C.V.de la Granja Agrícola Torre Marimon a la B-143, de la B-140 a Caldes de Montbui
- BV-1432 C.V.de Lliçà d'Amunt a Granollers
- BV-1433 C.V.de l'Ametlla del Vallès a la carretera de Granollers a Girona per l'estació-baixador de Llerona
- BV-1435 C.V.de Parets a la carretera de Sant Llorenç Savall a Llinars del Vallès
- BV-1439 C.V.de Granollers a la carretera de l'Ametlla del Vallès al Coll de la Manya per Canovelles
- BV-1462 C.V.de Sarrià a Vallvidrera i C.V. de Vallvidrera a Sant Cugat, per Valldoreix amb ramal a les Planes
- BV-1466 C.V.del Papiol a l'Estació del ferrocarril
- BV-1468 C.V.de Molins de Rei a Vallvidrera
- BV-1468ant Travessera de Sant Bartomeu de la Quadra (tram antic)
- BV-1483 C.V.de la carretera de Sant Llorenç Savall a Llinars del Vallès (terme de Bigues) a la Parròquia de Riells del Fai
- BV-1484 C.V.de la Parròquia de Bigues a la carretera de Sant Llorenç Savall a Llinars del Vallès
- BV-1485 C.V.de Sant Feliu de Codines a Sant Miquel del Fai
- BV-1489 C.V.de Montmany al Figaró
- BV-1501 C.V.de Castellbisbal, per l'estació del ferrocarril, a Martorell
- BV-1501a Traçat antic de la BV-1501
- BV-1602 C.V.de Parets a la carretera de Sant Llorenç Savall a Llinars del Vallès
- BV-1604 C.V.de Parets a la carretera de Sant Llorenç Savall a Llinars del Vallès
- BV-1800 Branc al Tibidabo

#### BV-2xxx
- BV-2001 C.V.de Cornellà de Llobregat a Sant Feliu de Llobregat
- BV-2002 C.V.de la crta. de Tarragona a Barcelona a la de Barcelona a Santa Creu de Calafell per Sant Boi de Llobregat
- BV-2003 C.V.de Sant Climent del Llobregat a la carretera de Barcelona a Santa Creu de Calafell, a Viladecans
- BV-2004 C.V.de Sant Boi de Llobregat a Begues (trajecte fins a Sant Climent) i enllaç amb el C.V. BV-2003
- BV-2005 C.V.de Sant Vicenç dels Horts a Torrelles de Llobregat(Variant actual)
- BV-2006 Branc a Santa Coloma de Cervelló
- BV-2041 C.V.de Gavà a Begues
- BV-2111 C.V.de Sant Pere de Ribes a Olivella (incloses les travesseres de Sant Pere i d'Olivella)
- BV-2111ant C.V.de Sant Pere de Ribes a Olivella (tram antic)
- BV-2112 C.V.de Sant Pere de Ribes a Vilanova
- BV-2113 C.V.de Sant Pere de Ribes a la carretera de Barcelona a Santa Creu de Calafell pels Cars
- BV-2115 C.V.de Vilanova i la Geltrú a l'Arboç, per Castellet i la Gornal
- BV-2116 C.V.de la Gornal a la carretera de Sant Sadurní d'Anoia a Sant Jaume dels Domenys
- BV-2117 C.V.de la Gornal a la carretera de Sant Sadurní d'Anoia a Sant Jaume dels Domenys
- BV-2119 C.V.de Moja a la carretera de Tarragona a Barcelona
- BV-2122 Branc a Torrelles de Foix i C.V. de Pontons a Torrelles de Foix
- BV-2127 C.V.de Vilafranca del Penedès a Guardiola de Font-rubí, per Vilobí del Penedès
- BV-2128 C.V.de la carretera de Sant Sadurní d'Anoia a Sant Jaume dels Domenys, a Castellví de la Marca
- BV-2129 C.V.de Sant Martí Sarroca a la carretera de Vilafranca a la Llacuna, amb ramal a l'Església de Sant Martí
- BV-2131 C.V.de la Pobla de Claramunt a la carretera de Valls a Igualada
- BV-2132 C.V. d'Orpí a la carretera de Valls a Igualada
- BV-2133 C.V.de la carretera d'Igualada a Sitges, per Torre Baixa, a la Torre de Claramunt
- BV-2134 C.V.de la Torre de Claramunt a la carretera d'Igualada a Sitges
- BV-2135 C.V.de la carretera d'Igualada a Sitges a la de la Pobla a Carme, per Espoia i la Torre de Claramunt
- BV-2136 C.V.de Sant Pere Sacarrera a Sant Joan de Mediona i C.V. de Sant Joan de Mediona a la Llacuna, per Rofes
- BV-2137 C.V.de Mediona a la carretera de Vilafranca del Penedès a la Llacuna per les Cases Noves de Can Pardo, tram 1
- BV-2138 Branc a Torrebusqueta del C.V. de Sant Joan de Mediona a la Llacuna
- BV-2141 C.V.de Can Bou(Orpí) al de Carme a Miralles
- BV-2151 C.V.de Sant Martí Sarroca a Guardiola de Font-rubí per la Rovira Roja i la Massana
- BV-2152 Branc a Can Rossell de la carretera de Sant Boi de Llobregat a la Llacuna
- BV-2153 C.V.de la carretera d'Igualada a Sitges, pel Pla a Lavit i Terrassola
- BV-2153ant Travessera pel Pla del Penedès
- BV-2154 C.V.de la carretera de Tarragona a Barcelona, per Ordal i Lavern, al Pla del Penedès, de la C-243 al final
- BV-2155 C.V.de la carretera d'Igualada a Sitges a la de Sant Sadurní d'Anoia a Sant Jaume dels Domenys per Gorner.
- BV-2156 C.V.de Santa Fe del Penedès a la carretera d'Igualada a Sitges
- BV-2158 Branc a Vilobí del Penedès, des del C.V.de Vilafranca del Penedès a Guardiola de Font-rubí.
- BV-2162 C.V.de Pacs del Penedès a la carretera de Vilafranca del Penedès al límit províncial.
- BV-2171 C.V.de la Gornal a la carretera de Sant Sadurní d'Anoia a Sant Jaume dels Domenys
- BV-2176 C.V.dels Monjos a Castellví de la Marca
- BV-2201 C.V.de Bellprat a la carretera que va de Santa Coloma de Queralt a la carretera de Valls a Igualada
- BV-2202 C.V.de Sant Martí de Tous a la carretera d'Igualada a Santa Coloma de Queralt
- BV-2204 C.V.de la carretera de Valls a Igualada a la Tossa de Montbui
- BV-2212 C.V.de Clariana a la carretera d'Igualada a Santa Coloma de Queralt
- BV-2230 C.V.de Vilanova del Camí a Igualada
- BV-2231 C.V.d'Argençola a la carretera de Madrid a França, i ramal
- BV-2233 C.V.del Saió a la carretera d'Igualada a la de Santa Coloma de Queralt
- BV-2234 C.V.de Carbasí(Argençola) a la carretera de Sant Guim de Freixenet a Santa Coloma de Queralt
- BV-2241 C.V.de la B-224, Masquefa, a la intersecció en rotonda carreteres BP-2151, BV-2244 i C-532, Sant Sadurní d'Anoia. És una carretera dels termes municipals de Piera, Masquefa i de Sant Sadurní d'Anoia, entre les comarques de l'Anoia i Alt Penedès. La B correspon a la demarcació de Barcelona. Actualment pertany a la Generalitat de Catalunya.[7]
- BV-2242 C.V.de Piera a Torrelavit pel Badorc
- BV-2243 C.V.de Piera als Hostalets de Pierola
- BV-2246 C.V.de la carretera d'Igualada a Sitges pel Pla del Penedès a Lavit i Terrassola
- BV-2247 C.V.d'Espiells a Monistrol d'Anoia per Can Catassús
- BV-2249 C.V.de Gelida a Sant Llorenç d'Hortons i C.V.de Sant Llorenç d'Hortons al de Sant Sadurní d'Anoia a Piera
- BV-2251 C.V.de la B-224 a Sant Joan Samora
- BV-2293 C.V.de Sant Esteve Sesrovires a la carretera de Capellades a Martorell
- BV-2296 Branc al Pas de les Piles, des del C.V.de Martorell a Vilafranca del Penedès
- BV-2304 C.V.de Canaletes a la carretera d'Igualada a Sitges
- BV-2411 C.V.de Begues a Olesa de Bonesvalls i a Avinyonet del Penedès
- BV-2412 C.V.de les Gunyoles al C.V.d'Olesa de Bonesvalls a Avinyonet del Penedès
- BV-2415 C.V.de la ctra. de Tarragona a Barcelona a la de St.Pere de Ribes a Olivella, per Arboçar i Sant Pere Molanta.
- BV-2416 Branc a l'Arboçar
- BV-2421 C.V.de la carretera de Tarragona a Barcelona a Corbera de Llobregat i C.V. de Corbera a Gelida per l'Amunt
- BV-2422 Branc a Can Roig
- BV-2425 C.V.de Corbera de Llobregat a Gelida, per Corbera de Dalt(tram 2)
- BV-2428 C.V.de la carretera de Tarragona a Barcelona, per l'Ordal i l'Avern, al Pla del Penedès
- BV-2428ant Antiga travessera de Sant Pau d'Ordal
- BV-2429 C.V.de Martorell a Vilafranca del Penedès
- BV-2432 Pont sobre el riu Ripoll, a Torre-romeu, Sabadell, i accesos
- BV-2433 C.V.d'enllaç de la carretera de Capellades a Martorell al camí de Martorell a Vilafranca del Penedès
- BV-2441 C. V. d'Aiguamúrcia a Pontons
- BV-2443 C.V.de la carretera d'Igualada a Sitges al Castell d'Olèrdola

#### BV-3xxx
- BV-3001 C.V.de Cardona al límit de la província en direcció a l'Hostal del Boix, per Bergús
- BV-3002 C.V.de Sant Mateu de Bages a Pinós
- BV-3003 C.V.de Sant Mateu de Bages a Callús
- BV-3008 C.V.de Manresa a Calaf per Fonollosa i C.V.de Fonollosa a Sant Pere Sallavinera per Aguilar de Segarra
- BV-3009 Branc a l'estació d'Aguilar de Segarra
- BV-3011 Branc a la Llavinera
- BV-3012 C.V.de l'estació de Rajadell al de Manresa a Calaf per Fonollosa
- BV-3051 C.V.de Sant Pere Sallavinera a l'estació dels Seguers
- BV-3101 Camí d'accés al Parador de Cardona

#### BV-4xxx
- BV-4021 C.V.de Sant Julià de Cerdanyola a Guardiola de Berguedà
- BV-4022 C.V.de la Nou de Berguedà a la carretera de Solsona a Ribes de Freser, a Sant Salvador de Cercs
- BV-4023 Branc al Santuari de Nostra Senyora de Lourdes, a la Nou de Berguedà
- BV-4024 C.V.de Bagà al Coll de Pendís i al Coll del Pal. trams 1 i 3
- BV-4025 C.V.de Fígols a la carretera de Solsona a Ribes
- BV-4131 C.V.de l'Espunyola a Puig-reig, per Casserres
- BV-4132 Branc a Gironella del C.V.de l'Espunyola a Puig-reig, per Casserres
- BV-4135 C.V.d'Avià a la carretera de Solsona a Ribes de Freser i ramal, i C.V.d'Avià a l'estació d'Olvan
- BV-4235 C.V.de Navàs a Viver i Serrateix
- BV-4242 Branc a Queralt
- BV-4243 C.V.de Berga a Peguera
- BV-4315 C.V.de Santa Maria d'Oló a la carretera de Moià a Calaf, per Súria
- BV-4316 C.V.de Vic a la carretera de Moià a Calaf, per Súria
- BV-4317 C.V.de Santa Eulàlia de Riuprimer a Muntanyola
- BV-4341 C.V.de Sant Martí d'Albars a la carretera de Montesquiu a Berga-Lluçà, a Santa Eulàlia de Puigoriol
- BV-4342 C.V. de Sant Martí d'Albars a la ctra.de Prats de Lluçanès-Sant Quirze de Besora i Santa Eulàlia de Puigoriol
- BV-4346 C.V.de la carretera de Vic a Gironella, per Sant Maurici i Sagàs a la Quar
- BV-4401 C.V.de Gaià a la de St.Fruitós a Berga, de St.Pau de Pinós a Gaià i de St.Pau de Pinós a Prats de Lluçanès
- BV-4402 C.V.de la BV-4401 a la Galera
- BV-4404 C.V. de Rocabruna a Olost, per Oristà a la Torre d'Oristà, tram 2 d'Oristà a Olost
- BV-4406 C.V.de Puig-reig a Santa Maria de Merlès, ramal a la Guàrdia i de Santa Maria de Merlès a la de Vic a Gironella.
- BV-4501 C.V.de Manresa a Santpedor
- BV-4512 C.V.d'Artés al Pont de Cabrianes
- BV-4601 C.V.de Sant Bartomeu del Grau a Vic, per Gurb
- BV-4602 C.V.de la carretera N-152 a Santa Cecília de Voltregà i C.R. de Santa Cecília a Sobremunt
- BV-4607 C.V.de Sant Martí de Sobremunt al C.V.de Sant Boi de Lluçanès a Sant Hipòlit de Voltregà
- BV-4608 C.V.de Sant Boi de Lluçanès a Sant Hipòlit de Voltregà
- BV-4608a Antic traçat d'accés a Manlleu
- BV-4608b Antiga travessera de Sant Hipòlit de Voltregà
- BV-4609 C.V.de la ctra.de Barcelona a Ribes(pont de Can Bernis)al de St. Boi de Lluçanes - Sant Hipòlit de Voltregà
- BV-4611 C.V.del de Sant Boi de Lluçanès a Sant Hipòlit de Voltregà a la carretera de Barcelona a Ribes, tram 2
- BV-4655 C.V.de la carretera N-152, de Barcelona a Ribes de Freser, a Sora
- BV-4656 C.V.de Borredà a Sant Jaume de Frontanyà

#### BV-5xxx
- BV-5001 C.V.de Sant Adrià de Besòs a la Roca del Vallès
- BV-5003 C.V.de Montmeló a la carretera del Masnou a Granollers
- BV-5005 C.V.de la BV-5001 al Passeig de Llorenç Serra de Santa Coloma de Gramenet
- BV-5006 C.V.de Martorelles al de St Adrià de Besòs a la Roca del Vallès i de Martorelles a Sta.Maria de Martorelles
- BV-5008 C.V.de Montgat a la carretera de Badalona a Mollet del Vallès
- BV-5011 C.V.de Badalona a Montcada per Canyet i la Vallensana
- BV-5012 Pont sobre el riu Besòs, a Montcada
- BV-5022 C.V.de Cabrils a Vilassar de Mar
- BV-5023 C.V.de Vilassar de Dalt a Premià de Mar
- BV-5024 C.V.de Premià de Dalt a Premià de Mar
- BV-5026 C.V.del Masnou a Teià
- BV-5031 Carretera de Cornellà de Llobregat a Fogars de la Selva, secció 4a(de Mataró a Arenys de Munt)
- BV-5033 C.V.de Sant Andreu de Llavaneres a la carretera de Madrid a França
- BV-5034 C.V.de Sant Vicenç de Montalt a Caldes d'Estrac
- BV-5035 Nou branc del C.V.de Sant Andreu de Llavaneres a la carretera de Madrid a França
- BV-5101 C.V. de Canyamars a Dosrius
- BV-5103 C.V. de Cardedeu a Dosrius
- BV-5105 C.V. de la Roca del Vallès a Cardedeu, per Santa Agnès de Malenyanes i Bell-lloc
- BV-5105a Travessera de Santa Agnès de Malanyanes
- BV-5106 C.V. de la Roca a Òrrius i C.V.d'Òrrius a la carretera de Mataró a Granollers
- BV-5107 C.V. de la Garriga a Llinars del Vallès
- BV-5108 C.V.de Cardedeu a la carretera que va des de Sant Llorenç Savall a Llinars del Vallès
- BV-5111 C.V.de Sant Iscle de Vallalta a Arenys de Munt
- BV-5112 C.V.de Sant Celoni a Olzinelles
- BV-5114 C.V.de Sant Celoni a Campins, C.V.de Campins a Santa Fe, i C.V.de Santa Fe a Sant Marçal
- BV-5115 C.V.de Sant Celoni a Gualba
- BV-5116 Branc a la Batllòria del C.V. de Sant Celoni a Gualba.
- BV-5119 Branc a la Costa (Fogars de Montclús) del C.V.de Campins(Coll de Santa Elena) a Santa Fe
- BV-5121 C.V.de la carretera de Madrid a França a Tordera i a l'estació de F.C.
- BV-5122 C.V.de Tordera a Fogars de la Selva
- BV-5123 Pont sobre el riu Tordera, al C.V.de Fogars de la Selva a Hostalric
- BV-5126 C.V.de Calella a Hortsavinyà
- BV-5128 C.V.de Sant Cebrià de Vallalta a Sant Iscle de Vallalta i a Sant Pol de Mar
- BV-5151 C.V.de Corró de Vall a la carretera de Sant Llorenç Savall a Llinars del Vallès.
- BV-5152 C.V.de Sant Andreu (Barcelona) a Santa Coloma de Gramenet.
- BV-5156 C.V.de Vallromanes a Montmeló per Montornès, tr.1
- BV-5157 C.V.de Vallromanes a Montmeló per Montornès, tr.2
- BV-5159 C.V.de Valldeoriolf a la carretera de Mataró a Granollers
- BV-5201 Ctra. de Vic al límit de la província de Girona en direcció a Sant Hilari Sacalm
- BV-5201var Variant de la BV-5201
- BV-5202 C.V.de Vilalleons a Sant Julià de Vilatorta
- BV-5207 C.V.a Tavertet des de la carretera de Vic a Olot, per l'Esquirol
- BV-5208 C.V.de la ctra. de Vic a Olot a Rupit i ramal
- BV-5209 Branc a Sant Romà de Sau
- BV-5213 C.V.de la carretera de Vic a Roda de Ter i a Sau per Tavèrnoles
- BV-5215 C.V.de Folgueroles a la ctra. de Vic al límit amb Girona en direcció a Sant Hilari Sacalm
- BV-5221 Tram interior de la població. Desviació de Torelló a la carretera de Manlleu al límit amb Girona.
- BV-5222 C.V.de Manlleu a Folgueroles, per Roda i Tavèrnoles
- BV-5224 Ctra. de Manlleu al límit de la província de Girona, per Sant Pere de Torelló
- BV-5225 C.V.de Torelló a la ctra. de Barna. a Ribes per les Masies de Voltregà i pel pont sobre el riu Ter
- BV-5226 C.V.de la ctra. de Barna a Ribes a Orís a l'estació del F.C. del Nord i C.V.de Torelló a l'estació
- BV-5227 C.V.de Sant Quirze de Besora al límit de la província en direcció a Vidrà
- BV-5228 C.V.de Sant Vicenç de Torelló a la ctra. de Manlleu al límit amb Girona per Sant Pere de Torelló
- BV-5229 C.V.de Sant Vicenç de Torelló a la Colònia Vilaseca
- BV-5251 C.V. de l'Hostal de la Fullaca al límit amb Girona
- BV-5301 C.V. de Santa Maria de Palautordera a Seva, passant pel port de Collformic
- BV-5303 Carretera de Collsuspina al límit de la província de Girona, en direcció a Viladrau
- BV-5305 C.V.de Taradell a l'Estació de Balenyà
- BV-5306 C.V.de l'estació de Mont-rodon-Taradell a la carretera d'Arbúcies a Vic i de Taradell a la N-152
- BV-5307 Branc al Montseny

#### BV-6xxx
- BV-6001 C.V. de Malgrat a Blanes (per variant)
- BV-6002 Branc a Palafolls del C.V. de Malgrat a Blanes

#### C-xx
- C-13z: tram antic de la C-13, a Esterri d'Àneu
- C-16z Trams antics de la C-16
- C-28z: tram antic de la C-28, a Esterri d'Àneu i Alt Àneu
- C-37z Trams antics de la C-37

#### C-xxx
- C-142b: de la C-28, a Naut Aran, al Pla de Beret. Te 8 kilometres i 600 metres privats. La carretera pasa per la urbanitzacio de Tanau i pel sector d Orri.
- C-142z: de la C-28, a Alt Àneu, a la C-28, a Alt Àneu (traçat antic de la C-28)
- C-147: d'Esterri d'Àneu a Alós d'Isil
- C-147z: tram antic de la C-13 (abans, C-147), a Salàs de Pallars
- C-153: Carretera de Vic, per Roda de Ter, a la carretera de Vic a Olot
- C-154: De Vic a Gironella
- C-162: De Queixans a Riu de Cerdanya
- C-243b: C.V.de Martorell a Vilafranca del Penedès
- C-243c: Carretera de Sant Sadurní d'Anoia a Sentmenat
- C-243cant: Antiga carretera de Sant Sadurní d'Anoia a Sentmenat (ramal a l'estació de Martorell-Vila)
- C-244: D'Igualada a Vilanova i la Geltrú
- C-245: De Castelldefels a Esplugues de Llobregat
- C-246: De Valls a Castelldefels
- C-246a: Antiga C-246
- C-352: Des de N-152z a Granollers (sud) fins a C-17 accés Granollers (nord) i Canovelles.
- C-670: De Santa Maria d'Oló a Oristà

#### C-xxxx
- C-1311: del Pont de Montanyana a la C-13, a Tremp
- C-1410z Trams antics de la C-55
- C-1411a Carretera d'Esparreguera a Manresa. Tram antic a
- C-1411ar Ramals d'accés a la C-55
- C-1411b Carretera d'Esparreguera a Manresa. Tram antic b
- C-1411z Trams antics de la C-55
- C-1412b: de la C-14, a Ponts, a Tremp
- C-1412bz: tram antic de la C-1412b, a Isona i Conca Dellà i Tremp
- C-1413a De Molins de Rei a Caldes de Montbui
- C-1413b Carretera de Sant Feliu de Codines a Centelles
- C-1415a Carretera de Sant Sadurní d'Anoia a Sentmenat
- C-1415b Carretera de Caldes de Montbui a Granollers
- C-1415c De Mataró a Granollers

#### N-xxx
- N-141a De Ferran a Calonge de Segarra
- N-141b C.V.de Fonollosa a Sant Pere Sallavinera, per Aguilar de Segarra, i de Sant Pere Sallavinera a Calaf
- N-141c Carretera antiga de Manresa a Vic
- N-141d Carretera de Vic al límit amb Girona en direcció Sant Hilari Sacalm, i C.V.de Folgueroles a Vilanova de Sau
- N-141g D'Aguilar de Segarra a Rajadell
- N-IIz Trams antics de la N-II

### Girona

#### GIP-4xxx
- GIP-4033 De la C-162 (Alp) al límit provincial en direcció a Prats

#### GIP-5xxx
- GIP-5101 D'Avinyonet de Puigventós a Terrades, per Cistella
- GIP-5106 De Figueres a Llers
- GIP-5107 Dels Els Hostalets a Llers
- GIP-5121 De Banyoles a l'N-260, per Esponellà i Crespià
- GIP-5126 De l'N-II al trencall de Canelles
- GIP-5129 De l'N-260 (Vilafant) a Borrassà
- GIP-5223 De la GIV-5224 (Hostal de la Corda) a Riudaura
- GIP-5226 De la C-152 (les Preses) a Sant Privat d'en Bas
- GIP-5227 De Vidrà al límit provincial
- GIP-5233 De l'A-26 (enllaç Montagut) a Montagut
- GIP-5237 De la GIV-5238 a Sant Martí Sesserres
- GIP-5239 De Navata a Lladó
- GIP-5244 De la GI-524 a la GIV-5243, per Sant Miquel de Campmajor
- GIP-5251 De la BV-5251 (límit provincial, Viladrau) a la GI-520
- GIP-5511 De Santa Coloma de Farners a Castanyet
- GIP-5513 Pont sobre la riera Major (Santa Coloma de Farners)

#### GIP-6xxx
- GIP-6021 De Peralada a Mollet de Peralada
- GIP-6022 De la GI-602 (Sant Climent Sescebes) a Mollet de Peralada
- GIP-6031 De la GI-603 (Rabós d'Empordà) a Mollet de Peralada
- GIP-6041 De Vilajuïga a Sant Pere de Rodes
- GIP-6042 De Peralada a Vilanova de la Muga
- GIP-6214 De Fortià a Riumors
- GIP-6307 De la GI-623 a Sant Martí d'Empúries
- GIP-6531 De Palafrugell a Begur, per Esclanyà
- GIP-6532 De la GIP-6531 a la platja d'Aiguablava
- GIP-6533 De la GIP-6532 a la platja de Fornells
- GIP-6543 De Palafrugell a Calella
- GIP-6821 De la C-35 a la GI-682 per Sant Grau
- GIP-6831 De la BV-6001 (límit provincial, Malgrat) a Blanes

#### GIV-4xxx
- GIV-4011 De l'N-260 (Ribes de Freser) a Campelles
- GIV-4015 De Planoles a Nevà
- GIV-4016 De Planoles a Toses per Fornells de la Muntanya
- GIV-4031 De l'N-260 a Meranges
- GIV-4032 De l'N-260 a Olopte
- GIV-4033 D'Alp (pont sobre el riu Alp) a Urtx, pel Vilar
- GIV-4034 De la C-162 a Urtx
- GIV-4035 De l'N-260 a Guils de Cerdanya
- GIV-4036 De la C-162 (E-09) a Urús
- GIV-4082 De la C-162 (Alp) a la Molina
- GIV-4714 De la GIV-4011 al Baell

#### GIV-5xxx
- GIV-5041 De Pont de Molins a Boadella
- GIV-5043 De la GIV-5041 (Pont de Molins) a la GIV-5044 (Biure)
- GIV-5044 De l'N-II a la GI-504, per Biure
- GIV-5101 De l'N-260 a Avinyonet de Puigventós
- GIV-5105 D'Avinyonet de Puigventós a Llers
- GIV-5121 De Massanes a la C-35
- GIV-5122 De la GIP-5121 a Espinavessa
- GIV-5125 De l'N-II a la GIP-5126, per Pontós
- GIV-5128 De la C-26 (rotonda de Pols) a Ordis
- GIV-5128A De l'N-II al vial de connexió Figueres sud
- GIV-5128B Del vial de connexió Figueres sud a la C-26
- GIV-5132 De la C-66 (Banyoles) a la GIV-5131 (Galliners), per Vilavenut
- GIV-5133 De la GI-513 a Sant Marçal de Quarantella
- GIV-5136 De la GIP-5121 (Melianta) a la GIV-5132, per Fontcoberta
- GIV-5141 De l'N-II a la GI-554, per Vilademuls i Galliners
- GIV-5142 De l'N-II a la GI-513, per Sant Esteve de Guialbes
- GIV-5143 De la GI-5142 a Olives
- GIV-5144 De l'N-II a Vilafreser
- GIV-5145 De Cornellà del Terri a la GI-513
- GIV-5146 De Mata a Corts
- GIV-5147 De la C-66 a Camós, per Palol de Revardit
- GIV-5191 De la C-66 a Sant Martí de la Mota
- GIV-5201 De la GI-543 (Viladrau) a Sant Marçal de Montseny
- GIV-5211 De Sant Joan de les Abadesses a Ogassa
- GIV-5217 De Ribes de Freser a Queralbs
- GIV-5218 De l'N-260 a Ventolà
- GIV-5221 De l'antiga N-260 (Castellfollit de la Roca) a Oix
- GIV-5223 De la C-38 a Beget, per Rocabruna
- GIV-5224 De la C-152 a la GIP-5223 (Hostal de la Corda), per la Pinya
- GIV-5225 De la C-38 a Espinavell
- GIV-5227 De la GIP-5226 a la GIV-5224, pel veïnat Cirera
- GIV-5231 De la GIV-5232 (Montagut) a Sadernes
- GIV-5232 De la GI-523 (Tortellà) a Montagut
- GIV-5234 De l'A-26 a Beuda
- GIV-5235 De l'N-260 a Maià de Montcal
- GIV-5236 De la GI-523 (Tortellà) a Sales de Llierca
- GIV-5238 De l'N-260 (Can Vilar) a Lladó, per Cabanelles
- GIV-5241 De la GI-524 a Batet
- GIV-5242 De les Preses a Sant Miquel del Corb
- GIV-5243 De la GI-524 (Mieres) al Torn
- GIV-5246 De la GI-524 a Falgons
- GIV-5247 De la GI-524 a Pujarnol
- GIV-5248 De la C-150a a Banyoles, per l'estany
- GIV-5262 De Ribes de Freser a Pardines
- GIV-5263 De l'N-260 (Ribes de Freser) a Bruguera
- GIV-5264 De Camprodon a Setcases
- GIV-5265 De la GIV-5264 a Tregurà
- GIV-5273 De la C-152 a Coll de Bracons, per Joanetes
- GIV-5312 De Girona a Sant Medir (Sant Gregori)
- GIV-5313 De la GI-531 a Canet d'Adri
- GIV-5315 De la GI-531 a Granollers de Rocacorba
- GIV-5331 De l'N-156 (aeroport) a Aiguaviva
- GIV-5332 De la GI-533 al barri de l'Església de Vilablareix
- GIV-5334 De la C-63 a Brunyola i Sant Martí Sapresa
- GIV-5341 De l'Autovia del Nord-est a Vilobí d'Onyar
- GIV-5343 De l'N-156 a Vilobí d'Onyar
- GIV-5411 De la C-25 (Coll de Revell) a la GI-541, pel Pla de les Arenes
- GIV-5441 De la GI-544 (Espinelves) a la BV-5201 (Sant Sadurní d'Osormort)
- GIV-5512 De Santa Coloma de Farners al balneari de Termes Orion
- GIV-5514 De Riudarenes a l'Esparra
- GIV-5521 De la GI-552 (Breda) a Sant Martí de Riells
- GIV-5522 De la GI-552 a Sant Feliu de Buixalleu
- GIV-5523 De la C-35 (Riells i Viabrea) a la GI-552

#### GIV-6xxx
- GIV-6021 de la GI-603 (Espolla) a Mollet de Peralada
- GIV-6022 variant de Mollet de Peralada
- GIV-6024 de la C-252 (Vilabertran) a la GIV-6026, per Cabanes
- GIV-6025 de l'N-II (Pont de Molins) a Cabanes
- GIV-6026 de l'N-II a la GI-602 per Masarac
- GIV-6027 de la GI-602 a la base militar de Sant Climent Sescebes
- GIV-6032 de la GI-603 (Garriguella) a Vilamaniscle
- GIV-6043 de Castelló d'Empúries a Vilanova de la Muga
- GIV-6101 de la GI-610 (Pau) a Pedret
- GIV-6102 de la C-260 a la GIV-6103 (Palau-saverdera)
- GIV-6103 de la GI-610 (Palau-saverdera) a Castelló d'Empúries
- GIV-6121 de la GI-612 (Port de la Selva) a la Selva de Mar
- GIV-6211 de Figueres al Far d'Empordà
- GIV-6212 de Vila-sacra a Fortià
- GIV-6213 de la C-260 (Castelló d'Empúries) a Fortià
- GIV-6215 de la C-31 a Riumors
- GIV-6216 de Sant Pere Pescador a Castelló d'Empúries
- GIV-6217 de la C-31 (Torroella de Fluvià) a Sant Pere Pescador
- GIV-6218 de la C-31 (Torroella de Fluvià) a Sant Miquel de Fluvià
- GIV-6219 de la C-31 a la GIV-6227, per Siurana
- GIV-6226 de l'N-II a Vilaür, per Garrigàs i Arenys d'Empordà
- GIV-6227 de Vilamalla a Garrigàs, per Tonyà
- GIV-6228 de la C-252 (Pont del Príncep) a Vilamalla
- GIV-6229 de l'N-II a Vilamalla
- GIV-6231 de la GI-623 (Camallera) a Vilaür
- GIV-6232 de Camallera a Vilopriu
- GIV-6233 de la GI-633 a Gaüses
- GIV-6234 de la GI-633 a la GI-623, per Viladasens
- GIV-6301 de Viladamat a l'Armentera
- GIV-6302 de l'Armentera a la C-31
- GIV-6303 de Sant Pere Pescador a l'Armentera
- GIV-6311 de la GI-631 (Vilopriu) a Garrigoles
- GIV-6321 de la GI-632 (Bellcaire) a Albons
- GIV-6322 de la GI-623 (l'Escala) a Albons
- GIV-6421 de la GI-642 (Parlavà) a la Sala (Foixà)
- GIV-6422 de la GI-642 a Foixà
- GIV-6424 de la C-255a (Flaçà) a Sant Llorenç de les Arenes
- GIV-6425 de la C-66 a Pedrinyà, per la Pera
- GIV-6441 de la Bisbal d'Empordà a Fonteta
- GIV-6442 de la GI-644 al poblat ibèric d'Ullastret
- GIV-6501 de la C-31 a Fontanilles
- GIV-6502 de la C-31 (Pals) a la platja de Pals
- GIV-6542 de Palafrugell a Tamariu
- GIV-6544 de la GIV-6546 a la GIP-6543
- GIV-6546 autovia de Palafrugell a Calella i Llafranc
- GIV-6591 de la GIV-6542 (ctra. a Tamariu) a Llafranc
- GIV-6611 de la C-250 (Santa Cristina d'Aro) a Solius
- GIV-6612 de la C-65 (Panedes) a Calonge, per Romanyà de la Selva
- GIV-6613 de la C-250 (Santa Cristina d'Aro) a la GIV-6612, per Bell-lloc
- GIV-6621 de la GI-662 (Castell d'Aro) a la C-253 (Sant Pol)
- GIV-6641 de la C-65 (Quart) a Montnegre
- GIV-6701 de la C-66 (Bordils) a Corçà, per Madremanya
- GIV-6703 de l'N-II a Madremanya, pels Àngels
- GIV-6708 de Celrà a Juià
- GIV-6731 de l'Autovia del Nord-est a Franciac
- GIV-6741 de la C-65 (Cassà de la Selva) a Caldes de Malavella
- GIV-6742 de la GIV-6741 a Sant Andreu Salou
- GIV-6744 de la C-35 a Llagostera
- GIV-6821 de la GIP-6821 a Sant Llorenç

### Lleida
També hi ha la Xarxa de Carreteres del Pirineu que, en un futur, serà gestionada per la Vegueria del Pirineu tot i que, actualment resta inclosa dintre la província de Lleida

#### LP-xxxx
- LP-2015
- LP-2041
- LP-2335
- LP-3322: de Mollerussa a Bellcaire d'Urgell
- LP-4033-A: de Bellver de Cerdanya (N-260) a Baltarga (N-1411)
- LP-4033-B: d'enllaç amb la C-16, terme de Baltarga cap a Alp (E-9)
- LP-7013
- LP-7013-A
- LP-7032
- LP-7041: del Polígon Industrial "Polinasa" d'Alcarràs a la Granja d'Escarp
- LP-7041-A: variant de la LP-7041 en el nucli urbà de Soses
- LP-7041-B: variant de la LP-7041 en el nucli urbà d'Aitona
- LP-7043
- LP-9132: de la L-512, a Artesa de Segre, a Vilanova de Meià
- LP-9221: te 15 km de llargada.
- LP-9221-A
- LP-9221-B

#### LV-1xxx
- LV-1002
- LV-1003: de la N-141f a les Oluges, a el Carrer Major de Sant Guim de Freixenet
- LV-1004
- LV-1005
- LV-1006
- LV-1007

#### LV-2xxx
- LV-2001: de Mollerussa a la N-240, a Juneda
- LV-2001-A
- LV-2001-B
- LV-2003
- LV-2004
- LV-2012: de les Borges Blanques a l'Espluga Calba
- LV-2013: de la Floresta a l'Estació de la Floresta
- LV-2014
- LV-2016
- LV-2017
- LV-2021
- LV-2031: de la TV-2241, a Talavera, a la N-II, a Sant Antolí i Vilanova
- LV-2032: de Sant Antolí i Vilanova a Pallerols i a Monfar
- LV-2033: de la T-221 al Coll de la Creu a Civit[8]
- LV-2101: de la C-14 a Verdú, a Montornès de Segarra
- LV-2102
- LV-2141: de Cervera a Granyanella
- LV-2142: de la L-214, a Granyena de Segarra, a Granyena de Segarra
- LV-2143: de la L-214, a Granyena de Segarra, a Gramuntell
- LV-2341: de Nalec a la C-14, a Ciutadilla

#### LV-3xxx
- LV-3002
- LV-3003
- LV-3004
- LV-3005
- LV-3021: de la C-14, a Montclar d'Urgell, a la C-14, a Artesa de Segre
- LV-3022
- LV-3023
- LV-3024
- LV-3025
- LV-3025-A
- LV-3025-B
- LV-3025-C
- LV-3025-D
- LV-3025-E
- LV-3025-F
- LV-3027
- LV-3028
- LV-3113
- LV-3114
- LV-3121
- LV-3133
- LV-3134: de la C-14, a Ponts, a Oliola
- LV-3141: de la C-1412a, a Oliola, a Vilanova de l'Aguda
- LV-3201
- LV-3231
- LV-3233
- LV-3311
- LV-3321
- LV-3331: de Linyola a Penelles
- LV-3333: de Vallverd a Ivars d'Urgell
- LV-3341
- LV-3342
- LV-3343
- LV-3344

#### LV-4xxx
- LV-4001: de la C-14 cap a Fígols i Alinyà
- LV-4008
- LV-4011: de la C-26, a Lladurs, a l'Hostal de la Cirera (Lladurs)
- LV-4012
- LV-4036: de Martinet (N-260) cap a Lles de Cerdanya i l'Estació d'Esquí de Lles
- LV-4037: de la N-260, al terme de Bellver de Cerdanya, cap a Prullans
- LV-4051
- LV-4052
- LV-4053
- LV-4055: de Martinet (N-260) cap a Montellà
- LV-4241-A
- LV-4241-B

#### LV-5xxx
- LV-5004: de la C-13, a Espot, a Espot
- LV-5051
- LV-5052: de la N-230, a Vielha e Mijaran, a Vilac. Es pot pujar a les poblacions de Mont i Montcorbau.[9]
- LV-5053
- LV-5055: de la N-230, a Vielha e Mijaran, a Vilamòs
- LV-5058
- LV-5111: de la C-1412b, a Tremp, a Suterranya
- LV-5112: de la C-1412b, a Isona i Conca Dellà, a Orcau
- LV-5113: de la C-1412bz, a Isona i Conca Dellà, a Sant Romà d'Abella
- LV-5118: de la C-14 cap a Peramola
- LV-5119: de Peramola cap a Tragó de Segre.
- LV-5121: d'el Pont d'Alentorn a Collfred
- LV-5122: de la L-512, a Artesa de Segre, a Anya
- LV-5131: de la C-13/N-260, a Sort, al Bosc de Saverneda (Soriguera)
- LV-5132
- LV-5133
- LV-5134: carretera de Noves de Segre, Bellpui, Trejuvell, Guàrdia d'Ares, Taús, Els Castells (a l'Alt Urgell, continua a Pallars)
- LV-5135
- LV-5182: de la Pobla de Segur al Pont de Claverol
- LV-5212
- LV-5222: de la C-13/N-260, a Sort, a Enviny
- LV-5223: de la C-13/N-260, a Sort, a Llessui
- LV-5224: de la LV-5223, a Sort, a Olp
- LV-5225: de la LV-5223, a Sort, a Saurí

#### LV-6xxx
- LV-6001: de la N-230, a es Bòrdes, as Bòrdes

#### LV-7xxx
- LV-7002
- LV-7003
- LV-7004
- LV-7011
- LV-7021
- LV-7022
- LV-7023
- LV-7031
- LV-7045
- LV-7045-A
- LV-7046

#### LV-9xxx
- LV-9022
- LV-9042
- LV-9043
- LV-9045
- LV-9046
- LV-9047
- LV-9048
- LV-9049
- LV-9121: de la C-13, a Castell de Mur, a Llimiana
- LV-9123: de la C-1412b, a Tremp, a Sant Serni
- LV-9124: de la C-13, a Castell de Mur, a Moror
- LV-9125: de la LV-9124 a Sant Esteve de la Sarga, a Estorm
- LV-9131: de Vilanova de Meià a Santa Maria de Meià
- LV-9136
- LV-9137: de la C-26, a Foradada a Rubió del Mig
- LV-9138: de Foradada a Montsonís
- LV-9201: de la C-13, a la Pobla de Segur, a Sant Joan de Vinyafrescal
- LV-9223
- LV-9223-A
- LV-9224
- LV-9224-A
- LV-9224-B
- LV-9225
- LV-9227
- LV-9311

#### LV-xxxx
- LV-1002 Branc a Montpalau
- LV-1003 Sant Guim de Freixenet-les Oluges
- LV-1004 Branc a Santa Fe
- LV-1005 Sant Guim de Freixenet-Sant Ramon
- LV-1007 Branc a Sant Guim de la Rabassa i a la Rabassa

### Tarragona

#### N-xxx
- N-230b De la C-43 a la T-333
- N-230c De la C-43 al límit comarcal de la Ribera d'Ebre

#### T-xxx
- T-201 De Santa Coloma de Queralt a Esblada
- T-202 D'Altafulla a la Riera de Gaià
- T-203 De la TP-2031 a la Riera del Gaià pel Catllar
- T-210 De la N-340 a la Pobla de Montornés
- T-211 De la Pobla de Montornés a la Nou de Gaià
- T-222 De Passanant a la T-233
- T-223 De Vallmoll a La Secuita
- T-231 TP-2311a Barberà de la Conca
- T-234 Del límit província de Lleida a Passanant
- T-242 De la C-241d a Barberà de la Conca
- T-244 Del Pla de Manlleu a Ranxos de Bonany
- T-301 De Tortosa a Benifallet
- T-302 De Benifallet a la C-12
- T-310 De la T-318 a Pratdip
- T-310z Antiga T-310
- T-311 De Pratdip a la C-44
- T-312 De la T-310 a Montbrió del Camp
- T-313 De Montbrió del Camp a la N-420
- T-314 Del Parc Samà a Reus
- T-319 Accessos a Port Aventura
- T-320 De Montbrió del Camp a l'Estació de Botarell
- T-321 De la T-310z a Vilanova d'Escornalbou
- T-324 Del límit Comarca de la Terra Alta a Mòra d'Ebre per Miravet
- T-341 De Tortosa a Roquetes
- T-342 De Roquetes als Reguers
- T-343 De Duesaigües a l'Argentera
- T-361 De Prat de Comte a l'antiga estació de ferrocarril
- T-700 Del Monestir de Poblet a la TV-7005
- T-702 De la Bisbal de Montsant a la Palma d'Ebre
- T-703 De la C-233 a La Palma d'Ebre
- T-704 De la N-420 a la TV-7041
- T-711 De Gratallops a Torroja del Priorat
- T-712 De Gratallops al Lloar
- T-721 De la C-422 a la Pobla de Mafumet
- T-722 De la Pobla de Mafumet a la C-37
- T-723 De Batea al límit de la província de Saragossa
- T-730 De la T-714 al Molar
- T-731 De Garcia al Molar
- T-732 Del Molar al Lloar
- T-733 D'Ascó a La Fatarella
- T-734 De la N-420 al Molar
- T-740 De Falset a Porrera
- T-750 De la N-240 a La Pobla de Mafumet
- T-751 De La Masó a Vallmoll

#### T-xxxx
- T-1025 De Santa Bàrbara a Mas de Barberans
- T-2237 De Vinebre a La Palma d'Ebre
- T-3136 De Botarell a la N-420
- T-3225 De Cornudella de Montsant a Siurana
- T-3231 D'Almoster a La Selva del Camp

#### TP-2xxx
- TP-2003 Branc a Vila-rodona.
- TP-2031 De Tarragona a la C-51.
- TP-2031a Travessera de Sant Pere i Sant Pau (Tarragona).
- TP-2036 De Puigpelat a Alió.
- TP-2039 De El Catllar a la N-340.
- TP-2044 De El Vendrell a Sant Vicenç de Calders.
- TP-2045 De Masllorenç a la C-51.
- TP-2115a Tram L'Arboç.
- TP-2124a Travessera de L'Arboç.
- TP-2235 De Els Pallaresos a Sant Salvador.
- TP-2311 Accés a El Pla de Santa Maria.
- TP-2402 De la Bisbal del Penedès a la C-51.
- TP-2442 De Sant Jaume dels Domenys a El Pla de Manlleu.

#### TP-3xxx
- TP-3211 De Riudecanyes al Castell d'Escornalbou.
- TP-3311a De la T-1025 a la TP-3311.

#### TP-7xxx
- TP-7049 De Reus a Castellvell del Camp.
- TP-7101 De Falset a Bellmunt del Priorat.
- TP-7225 De Reus a El Morell.
- TP-7401 De Porrera a la N-420.
- TP-7402 De Porrera a la Venta del Pubill (Cornudella de Montsant).
- TP-7403 De Porrera a Torroja del Priorat.

#### TV-2xxx
- TV-2001 De Figuerola del Camp a El Pla de Santa Maria.
- TV-2005 De L'Albà a la TP-2002.
- TV-2006 D'Aiguamúrcia a Santes Creus.
- TV-2011 De Pontils al límit de la província.
- TV-2012 Branc a Sant Magí de Brufaganya.
- TV-2013 Branc a Viladeperdius.
- TV-2014 De Biure de Gaià a la C-241d.
- TV-2015 De Vallespinosa a la C-241d.
- TV-2021 De Vespella de Gaià a la Nou de Gaià.
- TV-2032 De Vilabella a L'Argilaga.
- TV-2033 Branc a Renau.
- TV-2034 De Valls a Vilabella.
- TV-2035 De Nulles a Valls.
- TV-2038 Accés a la Platja Llarga de Tarragona des de la N-340.
- TV-2041 De la N-340 a la TV-2042 per Roda de Berà i Bonastre.
- TV-2042 De la C-51 a la T-204 per Masarbonès i Masllorenç.
- TV-2043 D'Albinyana a la C-51.
- TV-2048 De la TP-2044 al Barri Baix de Sant Vicenç.
- TV-2121 Del Barri de la Carronya (Sant Jaume dels Domenys) a la T-212.
- TV-2122 De Papiolet a Banyeres del Penedès per Sant Jaume dels Domenys.
- TV-2126 De Bellvei a C-31.
- TV-2127 Del Vendrell a Sant Salvador.
- TV-2128 Branc a Santa Oliva.
- TV-2141 De Selmella al Pont d'Armentera.
- TV-2142 Del Pont d'Armentera al Barri de Les Ordes.
- TV-2212 D'Aguiló a la C-241e.
- TV-2231 De l'Argilaga a la N-240 per la Secuita i Perafort.
- TV-2232 De la N-240 a la TV-2231 pels Garidells.
- TV-2233 De les Gunyoles a la N-240.
- TV-2234 Branc a Vistabella.
- TV-2236 De Perafort a la TP-2031 pels Pallaresos.
- TV-2241 De Rauric al límit de la província.
- TV-2242 Branc a Montargull.
- TV-2243 De la Cirera a la T-224.
- TV-2244 De Conesa a la T-224 per Savallà del Comtat.
- TV-2245 D'Albió a la T-224.
- TV-2301 De Conesa a les Piles.
- TV-2331 De Rocafort de Queralt a la T-233.
- TV-2333 De Montbrió de la Marca a la C-241d.
- TV-2334 De Vallverd a la C-241d.
- TV-2336 De l'Espluga de Francolí a la T-233 per Blancafort i Solivella.
- TV-2337 De Blancafort a la C-14.
- TV-2338 De Blancafort al límit de la província.
- TV-2401 De la Bisbal del Penedès a la C-51 per la Joncosa de Montmell.
- TV-2421 De Montblanc a Prenafeta.
- TV-2441 D'Aiguamúrcia a Pontons.
- TV-2443 De Vila-rodona a Aiguaviva.
- TV-2444 De la C-51 a Canferrer.
- TV-2444b Branc a Mas d'en Bosch.

#### TV-3xxx
- TV-3002 De Capçanes a Marçà.
- TV-3002a Accés a Marçà.
- TV-3021 De Rasquera a Cardó.
- TV-3022 Del Perelló a Rasquera
- TV-3022a Accés a Rasquera.
- TV-3023 De Miravet a la C-12.
- TV-3025 De l'estació de l'Ametlla de Mar a la N-340a.
- TV-3032 De la Serra d'Almos a la N-420 per Darmós.
- TV-3103 De Riudoms a Vinyols i els Arcs.
- TV-3111 De Llaberia a la T-311.
- TV-3131 De l'estació de Riudecanyes-Botarell a Riudecanyes.
- TV-3145 De la T-11 a l'estació de la Canonja.
- TV-3146 De Tarragona al Far de Salou.
- TV-3147 De Cambrils a Salou.
- TV-3148 De la Pineda a Vila-seca.
- TV-3223 De la Torre de Fontaubella a Pradell.
- TV-3301 De Bot a Prat de Comte.
- TV-3313 D'Ulldecona a la Galera per Godall.
- TV-3314 De la Galera a la TV-3319 per la Miliana.
- TV-3315 Branc a la Miliana.
- TV-3317 De la T-331 a Freginals.
- TV-3321a Travessera d'Alcanar
- TV-3341 D'Horta de Sant Joan al límit de la província.
- TV-3344 De la N-420 a Caseres.
- TV-3401 De l'Ampolla a Deltebre.
- TV-3404 De Sant Jaume d'Enveja al TV-3405.
- TV-3405 De la TV-3403 als Muntells.
- TV-3406 De la TV-3408 a la TV-3405.
- TV-3408 D'Amposta a la TV-3406
- TV-3409 De Camarles a Deltebre.
- TV-3421 De la Sénia a Roquetes.
- TV-3422 D'Alfara de Carles als Reguers.
- TV-3443 D'Amposta a Vinallop.
- TV-3451 De Deltebre al Port del Fangar.
- TV-3454a Camí de servei.
- TV-3541 De Paüls a Xerta.

#### TV-7xxx
- TV-7001 De la N-240 a l'Espluga de Francolí.
- TV-7002 De Vimbodí a Poblet.
- TV-7003 De Vimbodí a la T-700.
- TV-7004a Accés a Vimbodí i a Vallclara
- TV-7004b Branc antic pas a nivell F.C.
- TV-7007 De Poblet a l'Espluga de Francolí.
- TV-7012 D'Arbolí a la C-242.
- TV-7021 De la Morera de Montsant a Cornudella de Montsant.
- TV-7022 Accés a Escaladei des de la T-702.
- TV-7023 Accés a la Bisbal de Montsant.
- TV-7041 D'Alcover a Prades.
- TV-7041b Branc d'accés a Capafonts
- TV-7042 De Rojals a Montblanc.
- TV-7044 De la Riba a Farena.
- TV-7045 De Mont-ral a la T-704 pel Bosquet i l'Aixàbega.
- TV-7045b Branc d'accés a Mont-ral
- TV-7045c Branc d'accés al Bosquet
- TV-7045d Branc d'accés a l'Aixàbega
- TV-7046 De l'Albiol a la C-14.
- TV-7046b Branc a les Masíes Catalanes
- TV-7048 De Castellvell del Camp a Almoster.
- TV-7091 Accés a la Febró des de la T-704.
- TV-7092 De la T-704 a la TV-7012 pel campament dels Castillejos.
- TV-7093 De la T-704 a la Mussara.
- TV-7111 De la Vilella Alta a la T-702.
- TV-7221 D'Alcover al Milà. la carretera T-722. Té una longitud de 3,795 km. La carretera s'estén des de la rotonda d'Alcover, que enllaça amb la C-14 i la C-37. El nucli d'El Milà es troba al quilòmetre 3 de la carretera, on voreja el poble fins a enllaçar amb la carretera que T-722, que va des d'El Morell fins a l'encreuament de la C-37.
- TV-7222 D'Alcover a Vilallonga del Camp.
- TV-7223 De la Selva del Camp a Vilallonga del Camp.
- TV-7231a Travessera de Gandesa.
- TV-7232 De Vilalba dels Arcs a Batea.
- TV-7331 De la Fatarella a les Camposines.
- TV-7331a Accés a la Fatarella.
- TV-7333 De la Fatarella a Vilalba dels Arcs.
- TV-7341 Del Masroig a la N-420.
- TV-7411 De Riba-roja d'Ebre a la Pobla de Massaluca.
- TV-7421 De Picamoixons a la C-37.
- TV-7501 De la N-240 a Puigdelfí.